# Півострів Брюс
Півострів Брюс (англ. Bruce Peninsula) — півострів у провінції Онтаріо, Канада довжиною 100 км та 38 км у ширину біля основи, між затокою Джорджіан Бей і озером Гурон. Півострів Брюс містить частину геологічної формації, відомої як Ніагарський уступ (англ. Niagara Escarpment).

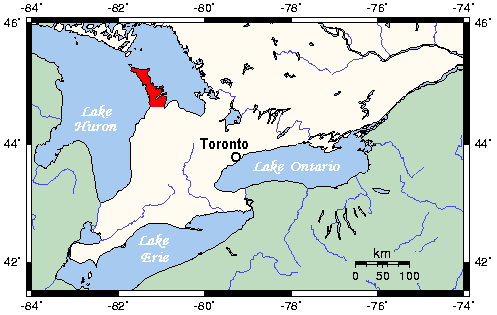
Мапа півострова Брюс

Назва графства Брюс пов'язана з півостровом Брюс і однойменним маршрутом, який проходить через нього. Офіційно ж графство й півострів названі на честь Джеймса Брюса, шостого генерал-губернатора Канади за часів перед Конфедерацією.

## Парки
На півострові Брюс є 2 національні парки, 8 провінційних парків і 4 Федеральні (Онтаріо) природні парки:

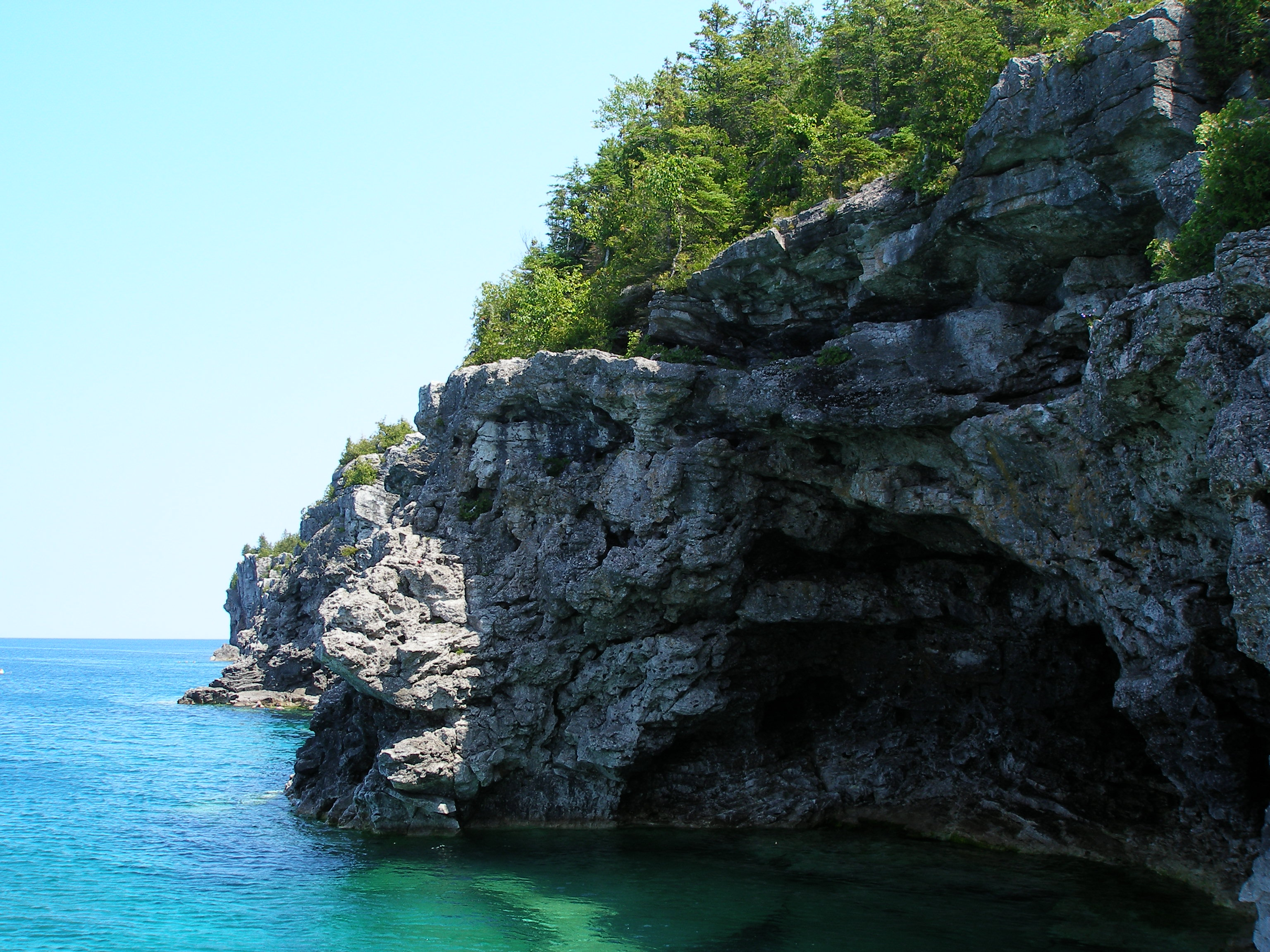
Грот у Національному парку півострова Брюс

- Національний парк півострова Брюс — скелі й печери в парку з природного доломіту.[1]

- національний парк Фатом-Файв  — парк зберігає 22 місця корабельних аварій і кілька історичних маяків. Прісноводні екосистеми Фатом-Файв є одними з найбільш незайманих вод у Великих озерах.[2] Нерівності рельєфу дна озера та затонулі кораблі користуються популярністю серед аквалангістів.

Провінційні Парки Онтаріо  — включають:
- Блек Крік (англ. Black Creek)
- Айра Лейк (англ. Ira Lake)
- Джонстонс Гарбор (англ. Johnstons Harbour)
- Літл Ков (англ. Little Cove)
- Кабот Гед (англ. Cabot Head)
- Смокі Гед (англ. Smoky Head)
- Лайонс Гед (англ. Lion's Head)
- Ліс Гоуп-Бей (англ. Hope Bay Forest)

Федерація натуралістів Онтаріо  — «Відділ природи Онтаріо» — здійснює захист і відновлення видів, урочищ і пейзажів, які представляють усе розмаїття природи в провінції Онтаріо.

## Маяки
Берегова лінія півострова Брюс має кілька маяків, необхідних для навігації суден, які проходять повз його береги.
Маяк Ков Айленд (англ. Cove Island Light), розташований недалеко містечка Тоберморі (англ. Tobermory) є одним з шести знаменитих «Імперських» маяків, побудованих в 1850-х роках Джоном Брауном, які можна знайти на материку і на прилеглих островах.
Інші маяки:
- Маяк Лайонс Гед (англ. Lion's Head Lighthouse)
- Маяк Флаверпот Айленд (англ. Flowerpot Island)
- Маяк Біг Таб(англ. Big Tub Lighthouse)

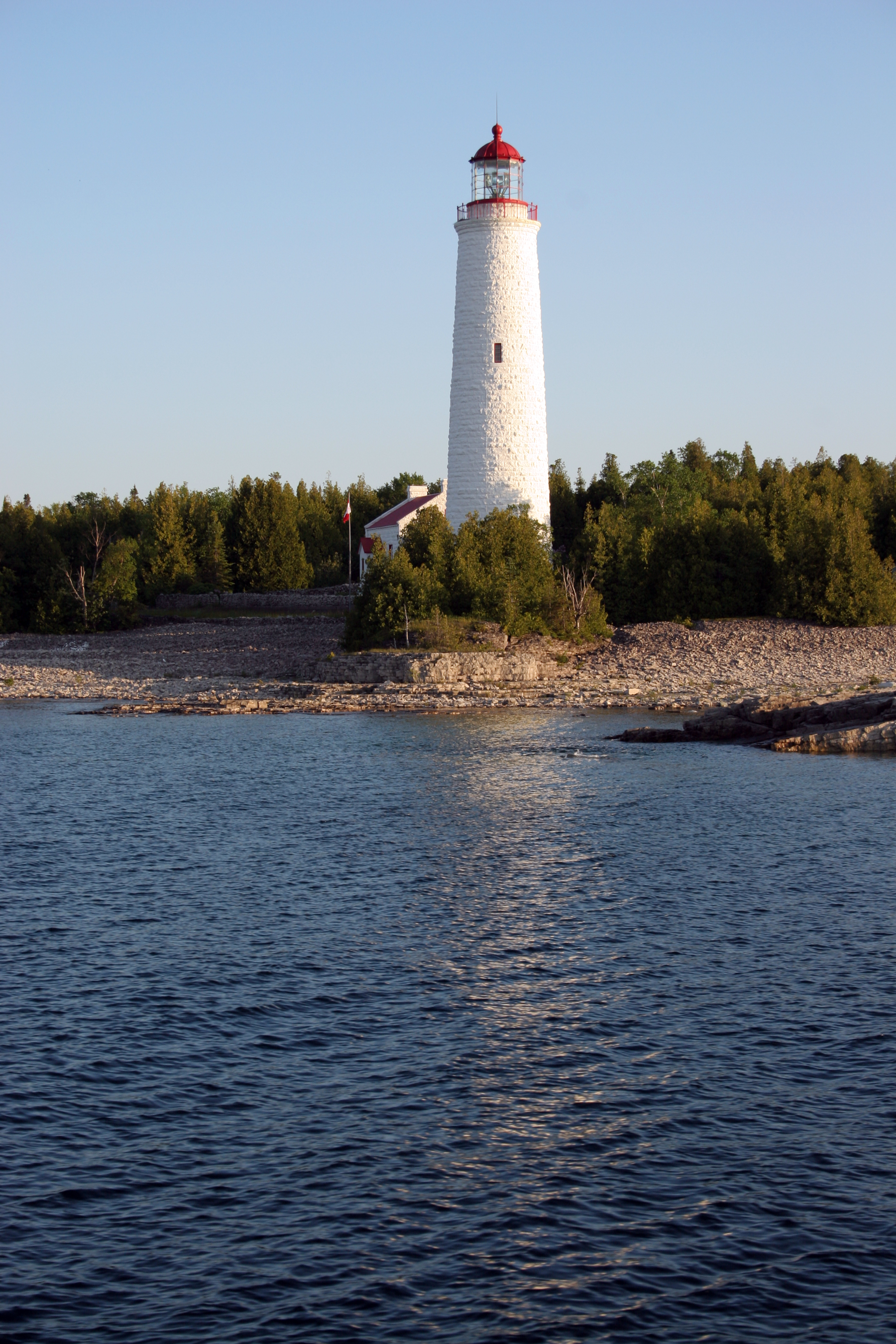
Острів Ков на півострові Брюс

- Маяк Найф енд Лаєл Айленд(англ. Knife & Lyal Island Lighthouse)
- Маяк Кейп Крокер (англ. Cape Croker Lighthouse)
- Маяк Кабот Гед (англ. Cabot Head Lighthouse)

## Спільноти
Брюс півострова складається з муніципалітетів:

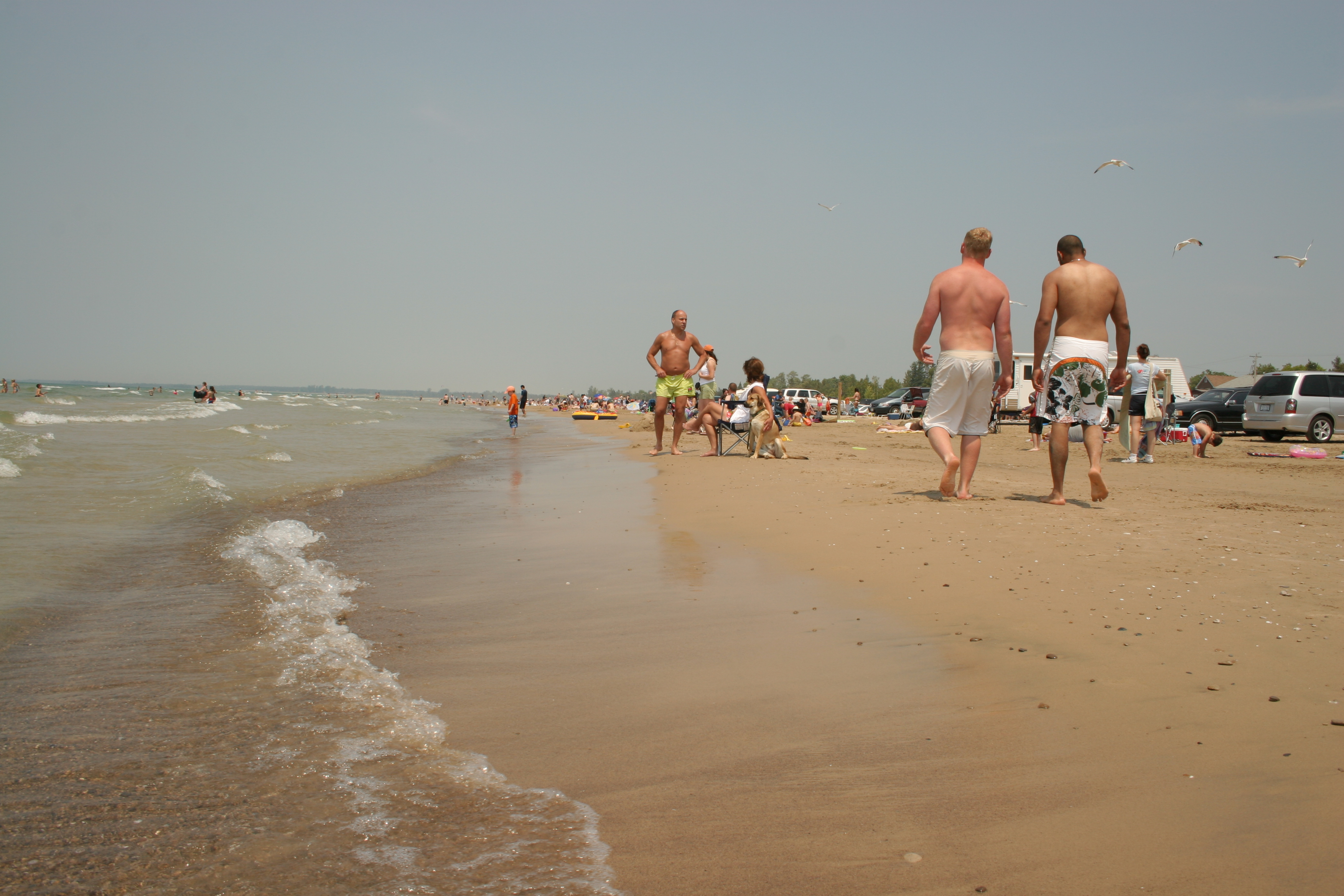
Сабел-Біч, Онтаріо

- Півострів Північний Брюс
- Півострів Південний Брюс.

Головні селища у цьому регіоні:
- Тоберморі (англ. Tobermory)[3] — розташоване в північній частині півострова Брюс, недалеко Національного парку півострова Брюс і Морського національного парку Фатом-Файв. У цьому портовому селищі є галереї, туристичні магазини та історичний маяк. Від Тоберморі йде пором у напрямку острова Манітулен.

- Лайонс Гед (англ. Lions Head)[4] — Розташований в центрі півострова Брюс над зотокою Джорджіан Бей. У селі є пристань для яхт і громадський піщаний пляж.

- Ваєртон (англ. Wiarton) — знаходиться недалеко від південного краю півострова.

- Сабел Біч (англ. Sauble Beach) —  Селище має пляж приблизно 11 км в довжину.[5]